# Zjenda
Zjenda (Bulgaars: Женда) is een dorp in Bulgarije. Het dorp is gelegen in de gemeente Tsjernootsjene, oblast Kardzjali. Het dorp ligt 21 km ten noorden van Kardzjali en 183 km ten zuidoosten van de hoofdstad Sofia.

## Bevolking
Het dorp kampt sinds de tweede helft van de twintigste eeuw met een intensieve bevolkingsafname. Op 31 december 2020 werden er 44 inwoners in het dorp Zjenda geregistreerd door het Nationaal Statistisch Instituut van Bulgarije. In 1946 woonden er nog 854 mensen in het dorp.
In het dorp wonen uitsluitend Bulgaarse Turken. In de volkstelling van 2011 identificeerden alle 68 inwoners zichzelf met de "Turkse etniciteit".
| Etnische samenstelling van de respondenten (2011) | Etnische samenstelling van de respondenten (2011) | Etnische samenstelling van de respondenten (2011) | Etnische samenstelling van de respondenten (2011) | Etnische samenstelling van de respondenten (2011) |
| ------------------------------------------------- | ------------------------------------------------- | ------------------------------------------------- | ------------------------------------------------- | ------------------------------------------------- |
|                                                   |                                                   |                                                   |                                                   |                                                   |
| Bulgaren                                          | Bulgaren                                          |                                                   | 0,0%                                              | 0,0%                                              |
| Turken                                            | Turken                                            |                                                   | 100,0%                                            | 100,0%                                            |
| Roma                                              | Roma                                              |                                                   | 0,0%                                              | 0,0%                                              |
| Anders/Onbekend                                   | Anders/Onbekend                                   |                                                   | 0,0%                                              | 0,0%                                              |

Van de 68 inwoners die in februari 2011 werden geregistreerd, waren er 2 tussen de 0-14 jaar oud, 45 inwoners waren tussen de 15-64 jaar oud en 21 inwoners waren 65 jaar of ouder.